# Теро ди Сопра (Мачерата)
Теро ди Сопра је насеље у Италији у округу Мачерата, региону Марке.
Према процени из 2011. у насељу је живело 10 становника. Насеље се налази на надморској висини од 609 м.